# 蔡蓮舫
蔡蓮舫（1875年—1936年），名占開，號雪橋，為臺中清水蔡源順家族的成員、日治時期的中部仕紳。臺中中學校共同創辦人。

## 生平
蔡蓮舫於1888年考取秀才，1890年補廩生，1892年補貢生。隔年因為辦理陝西農作物歉收的事宜而被捐為候補同知。乙未戰爭時，清水蔡源順家族的成員曾短暫內渡至中國，蔡蓮舫則留在台灣照料家務。1896年8月，當近衛師團抵達台中大甲時，他親自前往迎接，並籌借、供應軍事用品。師團長北白川宮能久親王曾造訪過他的宅邸。隔年2月，蔡蓮舫又奉日本命令，進行戶口調查並收拾武器。後又繳納金錢與各種常用的器材，開設國語傳習所，並與其他仕紳獻納1000圓，協助建造憲兵屯所，獲日方頒授六等瑞寶章。1897年，蔡蓮舫與水野遵一起赴日觀光，同年獲頒紳章，並任牛罵頭辦務署參事。

## 家庭

### 成員
- 大房：吳黛雲
  - 長女：蔡嬌霞（夫：林祖壽）
  - 養子：蔡伯湘
  - 養子：蔡伯汾
- 二房：林繡雲
- 三房：張嫩雲
- 四房：廖貴（臺中豐原人，1893年-1947年），名份雖為妾，但連生三名親生子嗣後，為臺中蔡宅真正女主人
  - 長子：蔡伯淙
  - 次子：蔡伯淩
  - 么子：蔡伯浚

## 外部連結
- 蔡蓮舫先生事略 - 國立臺中第一高級中學